# Yarımkaya
Yarımkaya (türkisch für halber Felsen) ist ein Dorf (Köy) im Landkreis Ovacık der türkischen Provinz Tunceli. Im Jahre 2011 lebten in Yarımkaya 21 Menschen.
In Ortsnamenverzeichnissen des Innenministeriums wurde der Name 1928 als Hemzik und 1946 als Hamziuşağı angegeben. Die Ortschaft liegt im Mercan-Tal. Beim Dersim-Aufstand war es von ethnischen Säuberungen betroffen. Es wurde größtenteils aufgegeben und zerstört. 2011 erhielt die Ortschaft wieder Elektrizität und es wird versucht, ehemalige Bewohner zur Rückkehr zu bewegen.